# Guitar Idol
 (mai 2021).
La mise en forme du texte ne suit pas les recommandations de Wikipédia : il faut le « wikifier ».
Les points d'amélioration suivants sont les cas les plus fréquents. Le détail des points à revoir est peut-être précisé sur la page de discussion.
- Les titres sont pré-formatés par le logiciel. Ils ne sont ni en capitales, ni en gras.
- Le texte ne doit pas être écrit en capitales (les noms de famille non plus), ni en gras, ni en italique, ni en « petit »…
- Le gras n'est utilisé que pour surligner le titre de l'article dans l'introduction, une seule fois.
- L'italique est rarement utilisé : mots en langue étrangère, titres d'œuvres, noms de bateaux, etc.
- Les citations ne sont pas en italique mais en corps de texte normal. Elles sont entourées par des guillemets français : « et ».
- Les listes à puces sont à éviter, des paragraphes rédigés étant largement préférés. Les tableaux sont à réserver à la présentation de données structurées (résultats, etc.).
- Les appels de note de bas de page (petits chiffres en exposant, introduits par l'outil «  Source ») sont à placer entre la fin de phrase et le point final[comme ça].
- Les liens internes (vers d'autres articles de Wikipédia) sont à choisir avec parcimonie. Créez des liens vers des articles approfondissant le sujet. Les termes génériques sans rapport avec le sujet sont à éviter, ainsi que les répétitions de liens vers un même terme.
- Les liens externes sont à placer uniquement dans une section « Liens externes », à la fin de l'article. Ces liens sont à choisir avec parcimonie suivant les règles définies. Si un lien sert de source à l'article, son insertion dans le texte est à faire par les notes de bas de page.
- La présentation des références doit suivre les conventions bibliographiques. Il est recommandé d'utiliser les modèles {{Ouvrage}}, {{Chapitre}}, {{Article}}, {{Lien web}} et/ou {{Bibliographie}}. Le mode d'édition visuel peut mettre en forme automatiquement les références.
- Insérer une infobox (cadre d'informations à droite) n'est pas obligatoire pour parachever la mise en page.

Pour une aide détaillée, merci de consulter Aide:Wikification.
Si vous pensez que ces points ont été résolus, vous pouvez retirer ce bandeau et améliorer la mise en forme d'un autre article.
Guitar Idol est un jeu vidéo musical développé par Interama Games et publié par Tectoy au Brésil pour la Mega Drive 4 Guitar Idol.
Le jeu a un gameplay similaire à des jeux comme Guitar Hero et Rock Band, utilisant une guitare contrôleur de jeu qui simule une vraie guitare, avec des chansons brésiliennes et internationales.

## Chansons
Il y a un total de 50 chansons présentes dans le jeu, sept de groupes brésiliens et le reste de groupes étrangers :

### Brésiliens
- Envelheço Na Cidade - Ira!
- I Saw You Saying (That You Say That You Saw) - Raimundos
- Irreversível - CPM 22
- Outro Lugar - Detonautas Roque Clube
- Razões e Emoções - NX Zero
- Regina Let’s Go! - CPM 22
- Uma Música - Fresno

### International
- Ace of Spades - Motörhead
- All Day and All of The Night - The Kinks
- All Right Now - Free
- All Star - Smash Mouth
- AlltThe Small Things - Blink 182
- American Woman - The Guess Who
- California Sun - Ramones
- Carry on Wayward Son - Kansas
- Cochise - Audioslave
- Come On, Let's Go - Los Lobos
- Dammit - Blink 182
- Dream On - Aerosmith
- Dreamin' - Blondie
- Everlong - Foo Fighters
- Fall to Pieces - Velvet Revolver
- Freak on a Leash - Korn
- Gimme All Your Lovin' - ZZ Top
- Head On - The Jesus and Mary Chain
- Heaven - Los Lonely Boys
- Higher Ground - Red Hot Chili Peppers
- I Hate Everything About You - Three Days Grace
- I Love Rock 'N Roll - Joan Jett and the Blackhearts
- I Wanna Be Sedated - Ramones
- I Write Sins Not Tragedies - Panic! at the Disco
- Infected - Bad Religion
- La Bamba - Los Lobos
- Lonely Is the Night- Billy Squier
- Middle of the Road - The Pretenders
- Misirlou - Dick Dale and his Del-Tones
- Mr. Jones - Counting Crows
- No Rain - Blind Melon
- Overkill - Motörhead
- Police Truck - Dead Kennedys
- School's Out - Alice Cooper
- She Sells Sanctuary - The Cult
- Smoke On The Water - Deep Purple
- Suck My Kiss - Red Hot Chili Peppers
- The Anthem - Good Charlotte
- The One I Love - R.E.M.
- The Warrior - Scandal
- Walk This Way - Aerosmith
- What I Like About You - The Romantics
- You've Got Another Thing Comin' - Judas Priest